# محمد إقبال
محمد إقبال (9 نوفمبر 1877 - 21 أبريل 1938)، شاعر وفيلسوف باكستاني بارز، والده هو إقبال ابن الشيخ نور محمد (يكنى بالشيخ تتهو، أي: الشيخ ذي الحلقة بالأنف). ولد في سيالكوت ـ إحدى مدن البنجاب الغربية.
يعود نسب إقبال إلى أسرة برهمية الديانية؛ إذ كان أسلافه ينتمون إلى جماعة من الياندبت في كشمير إلا أن أحد أجداده اعتنق الإسلام في عهد السلطان زين العابدين بادشاه (1421 ـ 1473م) قبل حكم الملك المغولي الشهير (أكبر)، ونزح هذا الجد إلى سيالكوت التي نشأ فيها إقبال ودرس اللغة الفارسية والعربية إلى جانب لغته الأردية.
سافر إقبال إلى أوروبا وحصل على درجة الدكتواره من جامعة ميونخ في ألمانيا، وعاد إلى وطنه ولم يشعر إلا أنه خلق للأدب الرفيع وكان وثيق الصلة بأحداث المجتمع الهندي حتى أصبح رئيسا لحزب العصبة الإسلامية في الهند ثم العضو البارز في مؤتمر الله أباد التاريخي حيث نادى بضرورة انفصال المسلمين عن الهندوس ورأى تأسيس دولة إسلامية اقترح لها اسم باكستان، توفي في 1938 بعد أن اشتهر بشعره وفلسفته، غنت له أم كلثوم إحدى قصائده وهي «حديث الروح».

## رحلته في طلب العلم
بدأ محمد إقبال تعليمه في سن مبكرة على يد أبيه، ثم التحق بأحد مكاتب التعليم في سيالكوت وفي السنة الرابعة من تعليمه رأى أبوه أن يتفرغ للعلم الديني، ولكن أحد أصدقاء والده وهو الأستاذ مير حسن لم يوافق، وقال: "هذا الصبي ليس لتعليم المساجد وسيبقي في المدرسة وانتقل إقبال إلى الثانوية؛ حيث كان أستاذه مير حسن يدرس الآداب العربية والفارسية، وكان قد كرس حياته للدراسات الإسلامية.
بدأ إقبال في كتابة الشعر في هذه المرحلة المبكرة، وشجعه على ذلك أستاذه مير حسن، فكان ينظم الشعر في بداية حياته بالبنجابية، ولكن السيد مير حسن وجهه إلى النظم بلغة الأردو، وكان إقبال يرسل قصائده إلى ميرزا داغ دهلوى الشاعر البارز في الشعر الأردو ـ حتى يبدي رأيه فيها، وينصحه بشأنها وينقحها، ولم يمضِ إلا فترة بسيطة حتى قرر داغ دهلوي أن أشعار إقبال في غنى تام عن التنقيح، وأتم إقبال دراسته الأولية في سيالكوت، ثم بدأ دراسته الجامعية باجتياز الامتحان العام الأول بالكلية الحكومية 1891م، التي تخرج فيها وحصل منها على إجازة الآداب 1897م، ثم حصل على درجة الماجستير 1899 م، وحصل على تقديرات مرموقة في امتحان اللغة العربية في الكلية الحكومية.
وتلقى إقبال دراساته الفلسفية في هذه الكلية على يد الأستاذ توماس أرنولد، وكان أستاذًا في الفلسفة الحديثة وفي الآداب العربية والعلوم الإسلامية في جامعة لندن.
وبعد أن حصل إقبال على الماجستير عُين عميدًا للعربية في الكلية الشرقية لجامعة البنجاب، وحاضر حوالي أربع سنوات في التاريخ والتربية الوطنية والاقتصاد والسياسة، وصنف كتابًا في «علم الاقتصاد» ولم يصرف التدريس محمد إقبال عن الشعر، بل ظل يشارك في محافل الأدب وجلسات الشعر، والتي يسمونها في شبه القارة «مشاعرة».

## رحلاته إلى العالم الغربي والعربي
غادر إقبال لندن إلى القارة الأوروبية وزار عددًا من بلدانها، وكان في كل أسفاره يعمل على نشر الإسلام، وأثر بشعره وأسلوبه في كثير من الأوروبيين ومنهم موسوليني حيث وجه له دعوة عقب مشاركته في مؤتمرات المائدة المستديرة في لندن عامي (1930 ـ 1931).
وكان منظم الزيارة الدكتور سكاربا حيث كان معجبًا بفكر إقبال وإيمانه بالإنسان وقدراته، وذهب بالفعل إلى إيطاليا والتقى بموسوليني وألقى محاضرة في روما يبين فيها الفرق بين مذهب كل من الحضارة الغربية والشيوعية والحضارة الإسلامية. ووضح فيها رأيه حول أسباب تخلف المسلمين وأن من أهم أسباب هذا التخلف هو البعد عن دينهم، وذكر الناس بماضي المسلمين وحضارتهم، ثم زار إقبال إسبانيا في عام 1932م بعد أن حضر مؤتمر الدائرة المستديرة الثالث، وحرص على مشاهدة المعالم الإسلامية هناك فيقف أما جامع قرطبة وقفة مؤمن شاعر ومما قاله في قرطبة:
ويقصد بحورية الغرب هنا قرطبة.

## في حضرة الأدب
كتب إقبال أشعاراً كثيرة يحث المسلمين منذ أول نشوئه الفكري والشعري وجاء في ديوانه صلصلة الجرس قصيدة ترجمها الشاعر المصري الصاوي شعلان تحت عنوان شكوى وجواب شكوى وتبدأ الشكوى بكلمة حديث الروح ولذلك سميت أغنية أم كلثوم لأبيات مختارة من القصيدتين باسم حديث الروح.
من أقواله في مسجد قرطبة
وقصيدة شكوى وجواب شكوى يضعها بعض الباحثين بين روائع الأدب العالمي، وألقى شاعر الإسلام في مدريد محاضرة بعنوان: «العالم الفكري للإسلام وأسبانيا».
- ومما قاله في قصيدة شكوى:

زار إقبال أفغانستان على إثر دعوة وجهها له نادر شاه ملك أفغانستان ومر في إحدى رحلاته على مصر، وقابل بعض شبابها وأعجب بشاب مصري، ويقول: إن الشاب فرح جدًا عندما علم أن إقبال مسلم ويقرأ القرآن، وقيل: إن إقبال لبس الطربوش بسبب المحادثة التي دارت بينه وبين هذا الشاب، ويذكر الأستاذ أبو الحسن الندوي أنه زار فلسطين في سنة 1931م، وكان مما قاله وهو في فلسطين:
نجده هنا يتمنى أن يحط الرحال ويظل في بلد القدس وأرض مهبط الرسالات، ومن أقواله في افتتاح المؤتمر الإسلامي العام عام 1931 «على كل مسلم عندما يولد ويسمع كلمة لا إله إلا الله أن يقطع على نفسه العهد على إنقاذ الأقصى». في ألمانيا نال الدكتوراه على بحث له بعنوان: «تطور الغيبيات في فارس». عقب عودته من ألمانيا التحق بمدرسة لندن للعلوم السياسية، وحصل منها على إجازة الحقوق بامتياز.

## عودته إلى وطنه
عاد إقبال إلى شبه القارة في شهر يوليو 1908م بعد أن قضى مدة في أوروبا ما بين دراسات علمية وزيارات لدول عربية وإسلامية، وأفادته هذه المدة في التدرب على منهج البحث والإلمام بالفلسفة الغربية ـ ومكث في لاهور، وقدم طلب لتسجيله محاميًا لدى القضاء الرئيسي، وتم تسجيله بالفعل، ولكن في مايو 1909م عُيِّنَ أستاذًا في الفلسفة في كلية لاهور، ولم توافق المحكمة في أول الأمر على أن يتولى منصبين في الحكومة، ولكنها في نوفمبر 1909م وافقت على تعيينه، وصدر قرار تحت عنوان: "الموافقة على تعيين محامٍ في المحكمة كأستاذ مؤقت في كلية الحكومة، وكان ذلك استثناءً لإقبال، وهذا يصور لنا مدى أهمية إقبال ومكانته في البلاد.
استمرت هذه الثنائية حوالي عامين ونصف استقال بعدها من العمل بالتدريس؛ ليكون أكثر تفرغًا للمحاماة وممارسة القانون؛ وذلك نتيجة لحبه لمهنة المحاماة والحقوق، وكان يتابع المؤتمرات والاجتماعات التي كانت تعقدها الجامعة؛ حيث كان له دور واضح في إصلاح حالة التعليم في بلده في هذا الوقت.

## مرضه واعتزاله المحاماة
اجتمع المرض على إقبال في السنوات الأخيرة من عمره، فقد ضعف بصره لدرجة أنه لم يستطع التعرف على أصدقائه بسهولة، وكان يعاني من آلام وأزمات شديدة في الحلق؛ مما أدى إلى التهاب حلقه، وأدى بالتالي إلى خفوت صوته، مما اضطره إلى اعتزال مهنة المحاماة، وفكر في أن يقصد فيينا طلبًا للعلاج إلا أن حالاته المادية لم تسمح بذلك، وتدخل صديقه رأس مسعود؛ حيث اقترح على يهوبال الإسلامية أن تمنحه راتبًا شهريًا من أجل أطفاله الذين ما زالوا صغارًا وحدث ذلك بالفعل واستمر الراتب حتى بعد وفاة إقبال.
كان من أولاده:
ابنه آقتاب إقبال المحامي ورزق به من زواجه الأول، وابنه أجاويد ـ القاضي بمحكمة لاهور العليا، وابنته منيرة باتو وتزوجت في باكستان، وهما من زوجته الثالثة؛ حيث تزوج إقبال ثلاث زوجات ماتت إحداهن هي وابنتها بعد الولادة.
في أثناء مرضه هذا واعتزاله المحاماة ماتت زوجته الثالثة في شهر مايو 1935م ثم مات صديقه رأس مسعود، ولم يتوقف عن ممارسة نشاطه السياسي وعن التأليف وكتابة الشعر.

## وفاته وآثاره العلمية
في 21 أبريل 1938 في تمام الساعة الخامسة صباحًا توفي محمد إقبال، فتأثرت بلاده بذلك فعطلت المصالح الحكومية، وأغلقت المتاجر أبوابها واندفع الناس إلى بيته[بحاجة لمصدر]، ونعاه قادة الهند وأدباؤها من المسلمين والهندوس على السواء، ويقول عنه طاغور ـ شاعر الهند:
لقد خلفت وفاة إقبال في أدبنا فراغًا أشبه بالجرح المثخن الذي لا يندمل إلا بعد أمد طويل، إن موت شاعر عالمي كإقبال مصيبة تفوق احتمال الهند التي لم ترتفع مكانتها في العالم"[بحاجة لمصدر].

## آثاره ومؤلفاته
ترك إقبال ثروة ضخمة من علمه فمن آثاره: عشرون كتابًا في مجال الاقتصاد والسياسة والتربية والفلسفة والفكر وترك أيًضا بعض الكتابات المتفرقة وبعض الرسائل التي كان يبعث بها إلى أصدقائه أو أمراء الدول، ذلك إلى جانب روائعه من الشعر والتي كني بسببها (شاعر الإسلام).
يقول الشيخ أبو الحسن الندوي: «ومن دواعي العجب أن كل هذا النجاح حصل لهذا النابغة، وهو لم يتجاوز اثنين وثلاثين عامًا من عمره».
ومن مؤلفاته:
- تجديد التفكير الديني في الإسلام (ترجمه للعربية: عباس محمود)
- تجديد الفكر الديني في الإسلام (ترجمة ثانية للعربية: يوسف عدس)
- رسالة المشرق (بيام مشرق)
- زبور العجم (زبور عجم)
- والآن ماذا ينبغي ان نفعل يا أمم الشرق
- الفتوحات الحجازية (أرمغان حجاز)
- صلصة الجرس (بانك درا)
- اسرار معرفة الذات (أسرار خودي)
- رموز بيخودي (أسرار فناء الذات)
- مسافر
- جناج جبريل (بال جبريل)
- ضرب كليم (الكليم موسى عليه السلام)

## مدرسته العربية
تأثر بمدرسته في الأدب العربي عدد من الأدباء العرب الذين مزجوا بين الإسلامية والفلسفة وهم: مصطفى المنفلوطي، أحمد أمين، مصطفى صادق الرافعي، عمر بهاء الدين الأميري واخرون.

## وصلات خارجية
- محمد إقبال على موقع بوابة الشعراء
- محمد إقبال على موقع أرشيف الشارخ
- محمد إقبال على موقع المكتبة المفتوحة (الإنجليزية)
- محمد إقبال على موقع المكتبة المفتوحة (الإنجليزية)
- محمد إقبال على موقع المكتبة المفتوحة (الإنجليزية)
- محمد إقبال على موقع الموسوعة البريطانية (الإنجليزية)
- محمد إقبال على موقع مونزينجر (الألمانية)
- محمد إقبال على موقع ميوزك برينز (الإنجليزية)

- محمد إقبال: ملهم باكستان وصوت الحرية.
- مجموعة من كتب محمد إقبال، وكتب عن شخصيته.
- مكة وجنيف في عيون محمد إقبال رحمه الله
- أكاديمية العلاّمة إقبال في باكستان
- مكتبة العلاّمة إقبال الرقمية
- مختارات شعرية من أشعار محمد إقبال
- http://www.columbia.edu/itc/mealac/pritchett/00urdu/iqbal
- http://www.smilepk.com/urdu-poetry/iqbal.htm
- http://www.thekps.com/iqbal/kalamiiqbal.htm
- http://www.openlibrary.ws/authors/allama-iqbal/reconstruction-of-religious-thought-in-islam/
- http://www.ahmadiyya.org/iqbal/smiatam.htm